# Aulandra
Genre
Classification phylogénétique
Aulandra est un genre de plantes à fleurs de la famille des Sapotaceae. Ce sont des arbres et des arbustes originaire d'Asie du Sud-Est.

## Quelques espèces
- Aulandra beccarii
- Aulandra cauliflora
- Aulandra longifolia